# Austrodecus cestum
Austrodecus cestum är en havsspindelart som beskrevs av Child, C.A. 1994. Austrodecus cestum ingår i släktet Austrodecus och familjen Austrodecidae. Inga underarter finns listade.